# NGC 1632
NGC 1632 (również IC 386 lub PGC 15769) – galaktyka spiralna (Sa), znajdująca się w gwiazdozbiorze Erydanu. Odkrył ją w 1886 roku Frank Muller.